# Zak Brown
Zakary Challen Brown (California, 7 de noviembre de 1971), comúnmente conocido como Zak Brown, es un empresario y expiloto de automovilismo estadounidense, que actualmente reside en Inglaterra. Es el Director Ejecutivo de McLaren Racing.
Nacido y criado en California, Zak Brown corrió profesionalmente internacionalmente durante 10 años antes de desarrollar sus habilidades en el mundo comercial y de negocios del deporte. En 1995, fundó Just Marketing International (JMI). En 2013, JMI fue adquirida por CSM, una división de Chime Communications Limited, y Brown se convirtió en el Director Ejecutivo de la compañía. Renunció a ese puesto en el invierno de 2016 para centrarse en sus responsabilidades con McLaren.
Brown ha sido reconocido por una variedad de organismos y publicaciones de la industria, incluida la «Paddock Magazine F1 Power List» y su incorporación al «Sports Business Journal Forty Under 40 Hall of Fame», donde ha sido incluido tres veces. Fue nombrado Promo Marketer of the Year por «PROMO Magazine», y JMI ha aparecido cinco veces en la lista anual "Inc 500" de «Inc. Magazine» de las 500 compañías privadas de más rápido crecimiento en los Estados Unidos.
Brown cofundó y es copropietario de United Autosports, un equipo que compite en carreras de autos deportivos internacionales y varios eventos de carreras históricas en todo el mundo. Es presidente no ejecutivo de Motorsport Network, la plataforma digital de automovilismo y automoción líder en el mercado mundial.
Brown es un ávido coleccionista de documentos históricos y recuerdos deportivos, así como de autos de calle y de carreras. Vive en Surrey, Reino Unido.

## Carrera deportiva
Brown comenzó su carrera en el karting en 1986, ganando 22 carreras en 5 temporadas entre 1986 y 1990. Se mudó a Europa donde su primera victoria fue en la Fórmula Ford 1600 en el Donington Park de Inglaterra. En la Serie Opel-Lotus Benelux de 1992, Brown aseguró puesto en top 10 en cada una de las carreras de la temporada. Al año siguiente, Brown terminó cuarto en la serie.
Brown ha competido en ambos lados del Atlántico, compitiendo en la Toyota Atlantic Series de América del Norte, además de la Serie Opel-Lotus Benelux y en Fórmula 3 Británica en 1994. Brown hizo su debut en Indy Lights en Laguna Seca en 1995 y compitió en una carrera del Campeonato de Alemania de Fórmula 3 en 1996.
En 1997 Brown terminó segundo en la categoría GT2 en las 24 Horas de Daytona con Roock Racing en un Porsche 911 GT2 respaldado por la fábrica. También terminó segundo en las 12 Horas de Sebring de 1997.

### Desde 2000

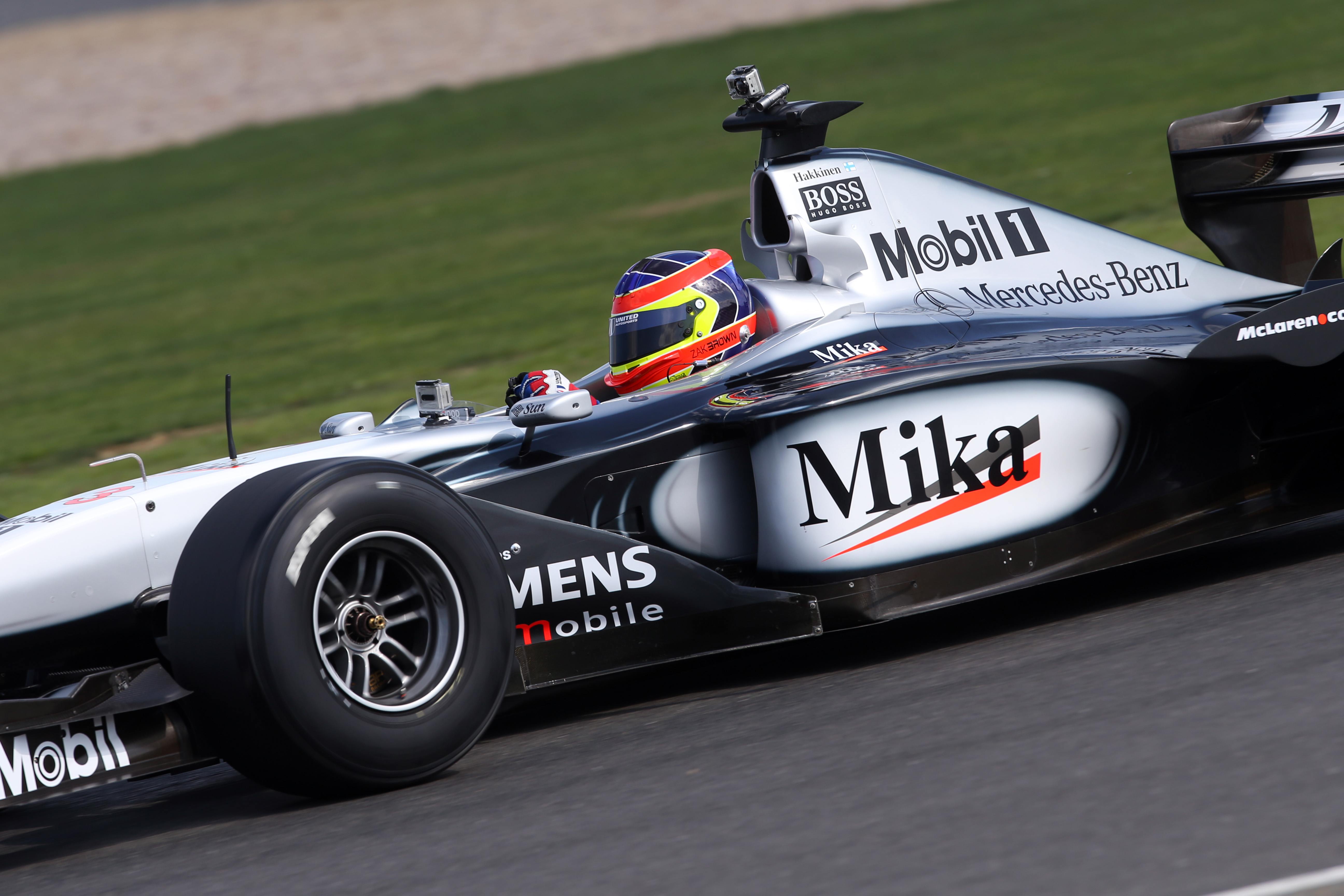
Zak Brown a bordo del McLaren MP4-16 de Mika Häkkinen durante una prueba privada.

Brown tomó unos años sabáticos de las carreras profesionales entre 2001–2005 para concentrarse en JMI. En 2006 regresó a la pista con una entrada en la carrera de 24 Horas de Britcar, ganando su clase como miembro de la alineación de pilotos para Moore International Motorsport. En 2007 disputó el Ferrari Challenge. En su debut en Fontana, comenzó en la pole position y lideró cada vuelta de la carrera para obtener la victoria. Al año siguiente, Brown regresó a la competencia a tiempo completo, con su campaña de Ferrari Challenge destacada por una victoria en Montreal.
En 2009, Brown y Richard Dean cofundaron United Autosports. En 2010, el equipo obtuvo un tercer lugar en la categoría GT3 en las 24 Horas de Spa y registró su primera victoria en la clase en el Campeonato Británico de GT 2011 en Snetterton. En 2012, el equipo compitió tanto en la Blancpain Endurance Series con un McLaren MP4-12C como en el británico de GT con un Audi R8 LMS. También compitió en las 12 Horas de Dubái, las 12 Horas de Bathurst, la Copa Mundial de GT de la FIA (Macao) y las 24 Horas de Spa.
En 2013, Brown compitió en una temporada completa del Campeonato Británico de GT con United Autosports en un McLaren MP4-12C GT3. Brown todavía corre regularmente en eventos históricos, como el Gran Premio Histórico de Mónaco.

## McLaren Technology Group y McLaren Racing
El 21 de noviembre de 2016, Brown fue anunciado como Director Ejecutivo de McLaren Technology Group. El 10 de abril de 2018, Brown se convirtió en el Director Ejecutivo de McLaren Racing como parte de una reestructura operativa del Grupo McLaren. Como CEO, Brown tiene la responsabilidad general del negocio, incluida la dirección estratégica, el rendimiento operativo, el marketing y el desarrollo comercial.

## United Autosports

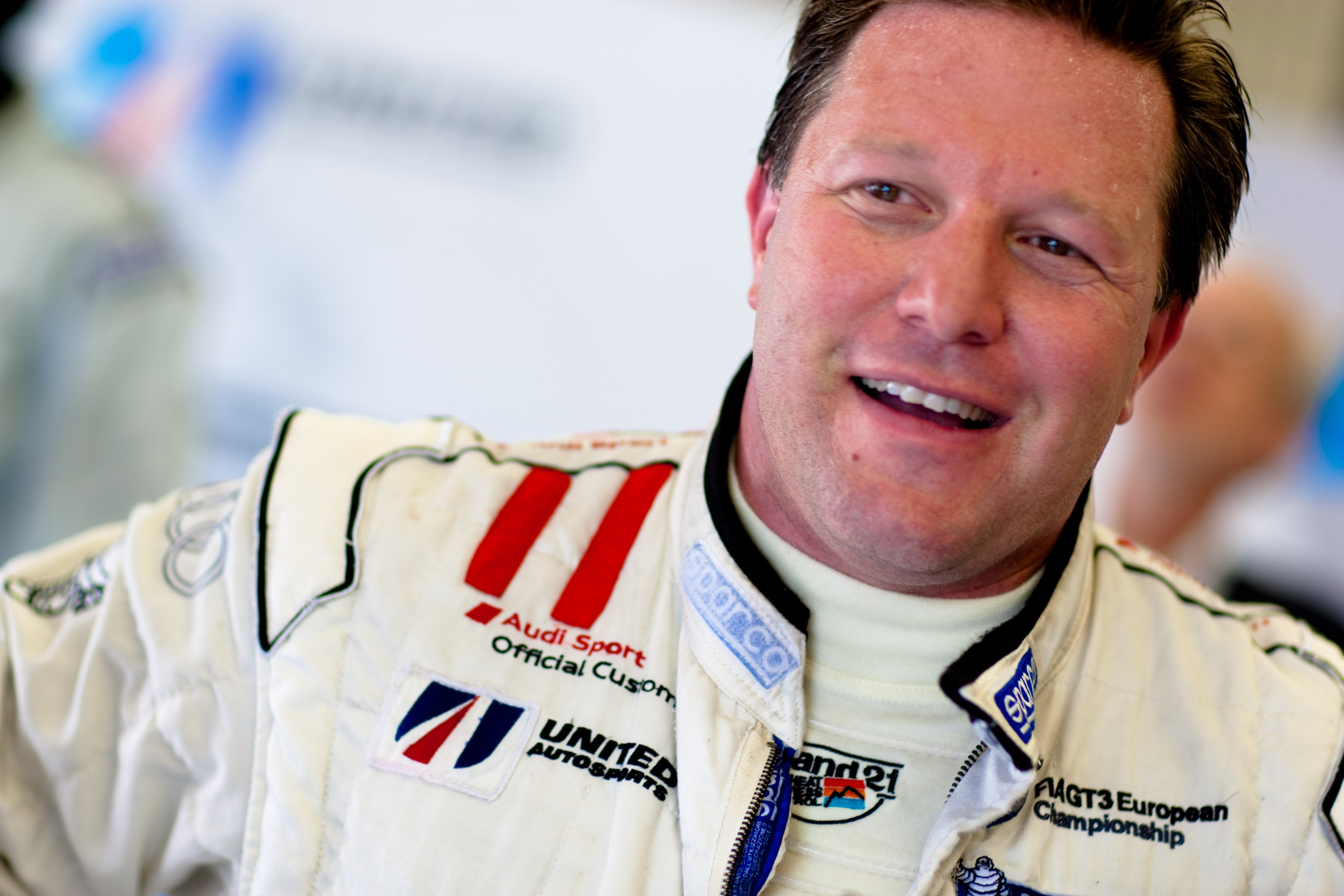
Zak en 2010

United Autosports compite a nivel mundial en diferentes prototipos deportivos y categorías de GT en todo el mundo, es copropietario del CEO de McLaren, Zak Brown, y el piloto de carreras Richard Dean. Fundado en 2009, el equipo ha corrido en varios campeonatos utilizando una variedad de autos diferentes en varias clases y categorías, con pilotos como Fernando Alonso, Juan Pablo Montoya, Lando Norris y Paul di Resta. El equipo actualmente compite en el Campeonato Mundial de Resistencia de la FIA, la European Le Mans Series y la Michelin Le Mans Cup. También ha registrado éxitos en el podio en otros eventos en todo el mundo, como la Copa Mundial de GT de la FIA en Macao, las 24 Horas de Spa, las 12 Horas de Abu Dabi y las 12 Horas de Bathurst en Australia.
United Autosports también opera una División Histórica, restaurando, preparando y administrando una gama de autos deportivos históricos y de Fórmula 1, algunos de la colección de Zak Brown, así como para clientes. Estos compiten a nivel mundial en eventos como el Rolex Monterey Motorsports Reunion, el Silverstone Classic, Le Mans Classic, Spa Classic, Nürburgring Old Timers y en el Festival de la Velocidad de Goodwood.